# Prut
Prut (cũng viết là Pruth; phát âm tiếng Romania: [prut], tiếng Ukraina: Прут) là một sông dài 953 km (592 mi) tại Đông Âu. Một phần dòng chảy của sông tạo thành biên giới giữa România và Moldova.

## Tổng quan
Trong thời cổ điển, sông được biết đến với các tên gọi như Pyretus, Porata (có thể), Hierasus hay Gerasius. Prut khởi nguồn từ sườn phía đông của núi Hoverla, tại dãy núi Karpat thuộc Ukraina. Prut chảy về phía đông nam, cuối cùng đổ vào sông Danube gần Reni, phía đông của Galaţi.
Từ năm 1918 đến năm 1940, sông hầu như nằm toàn bộ trong lãnh thổ Đại Romania, và trước đó là biên giới giữa Romania và Đế quốc Nga. Sau Chiến tranh thế giới thứ hai, sông lại một lần nữa trở thành đường phân giới, lần này là giữa Romania và Liên Xô. Ngày nay, sông tạo thành 695 km biên giới tự nhiên giữa Romania và Moldova. Diện tích lưu vực của sông Prut là 27.500 km², trong đó 10.990 km² thuộc Romania và 7.790 km² thuộc Moldova. Thành phố lớn nhất nằm ven sông là Chernivtsi, Ukraina.
Đập Costeşti-Stînca/Stânca-Costești dam, do Moldova và Romania cùng điều hành, được xây dựng trên dòng chảy của Prut. Cũng có một nhà máy thủy điện tại Snyatyn (Ukraina). Tàu thuyền có thể thông hành từ cửa sông đến thành phố Leova (nam bộ Moldova). Gần thành phố Yaremche, sông tạo thành một thác Probiy, cao 8 mét và có độ dốc gần 45 độ.

## Đô thị
Các đô thị nằm dọc theo sông Prut, từ đầu nguòn xuống cửa sông: Delatyn, Kolomyia, Sniatyn, Chernivtsi, Novoselytsia, Darabani, Lipcani, Ungheni, Leova, Cantemir và Cahul.

## Các chi lưu
TảRacovăţ, Ciuhur, Sărata, Lăpuşna, Tlumachyk, Turka, Chornyava, Cherlena, Rynhach, Rekitnyanka, Larha
HữuCheremosh, Herţa, Poiana, Corneşti, Isnovăţ, Rădăuţi, Ghireni, Volovăţ, Badu, Başeu, Corogea, Berza Veche, Râioasa, Soloneţ, Cerchezoaia, Jijia, Cozmeşti, Bohotin, Moşna, Pruteţ, Siret, Elan, Horincea, Oancea, Stoeneasa, Chineja, Rybnitsa, Pistynka

## Hình ảnh

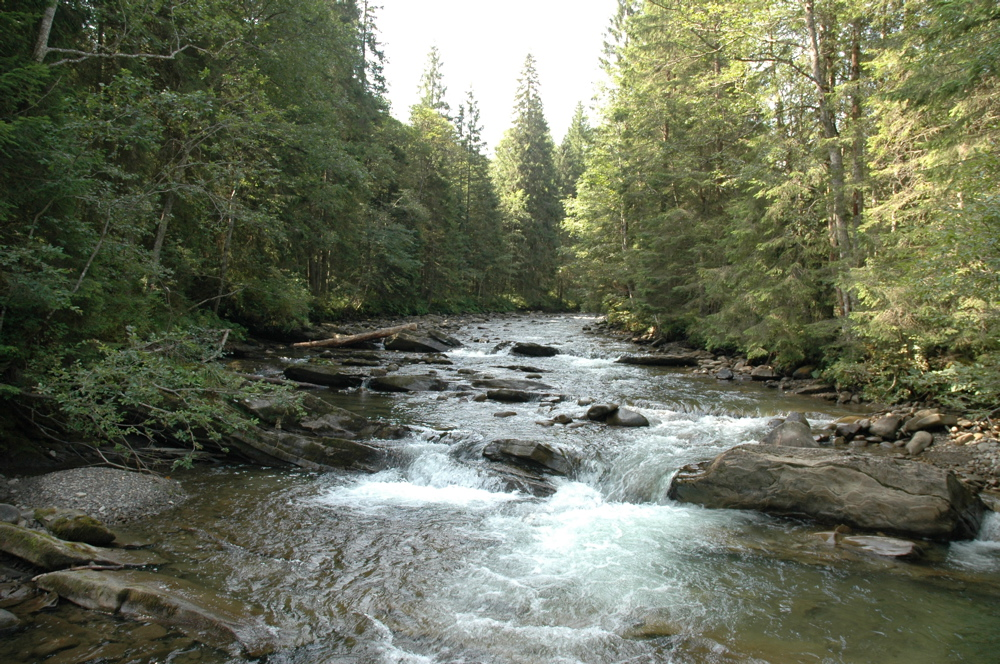
Ghềnh trên sông Prut gàn núi Hoverla
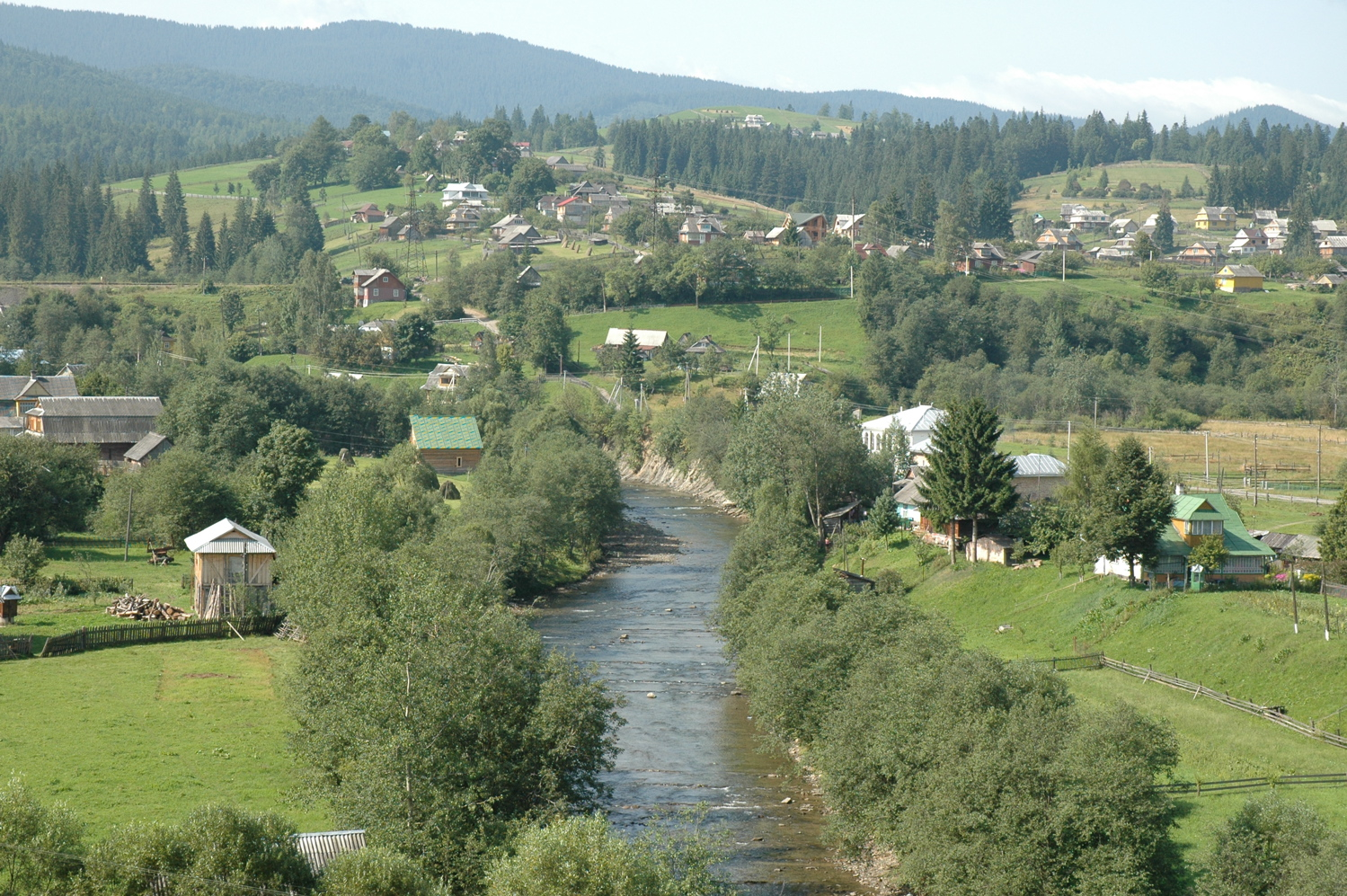
Vorokhta (Yaremche)
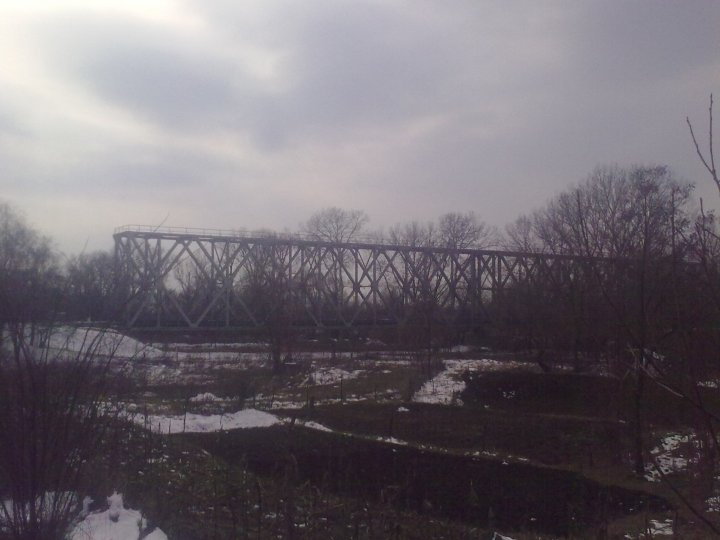
cầu Eiffel, Ungheni
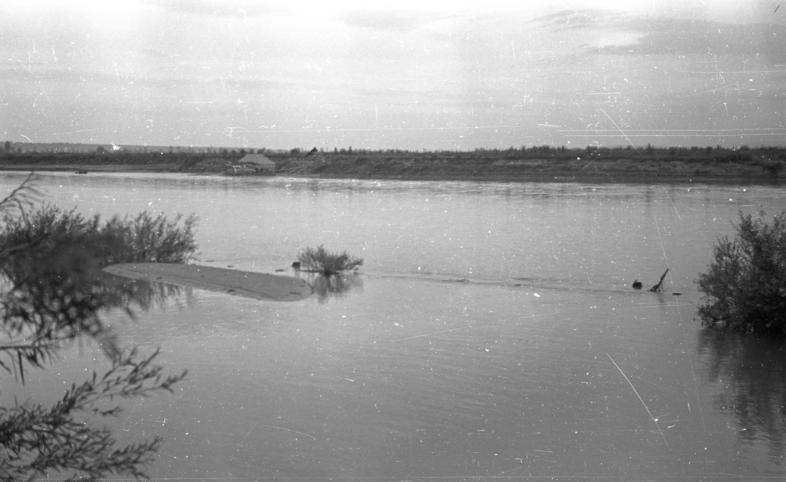
Vào ngày 21 tháng 6 năm 1941
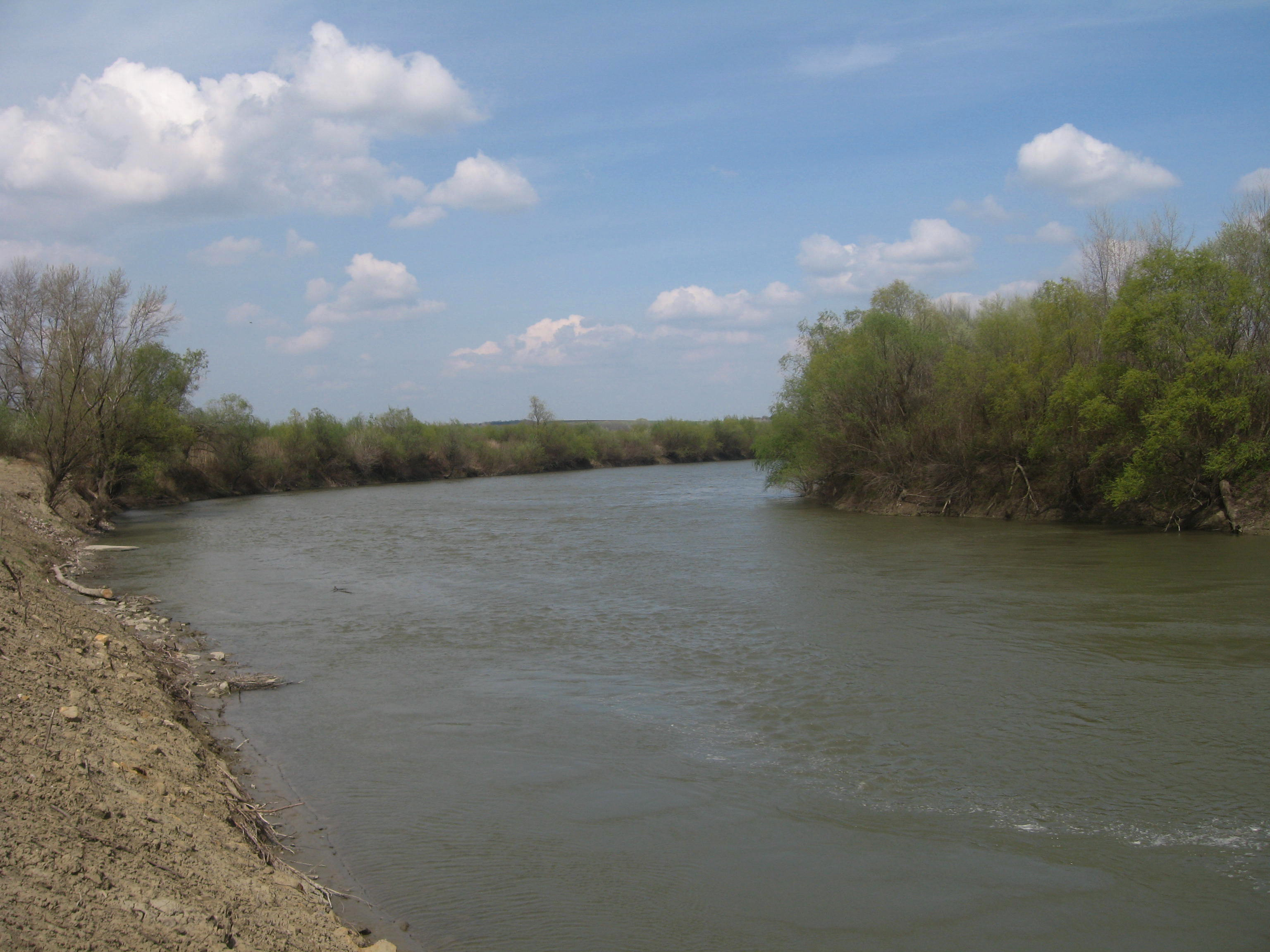
Gần Albiţa, Drânceni
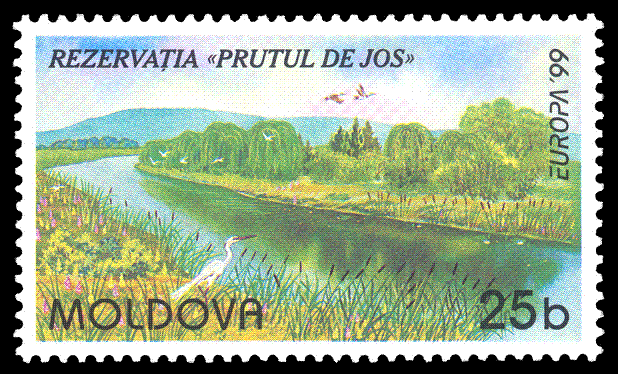
Hạ Prut